# سالم الحازمي
سالم محمد سالم الحازمي الحربي  (2 فبراير 1981 - 11 سبتمبر 2001) سعودي وأحد الخمسة الذين خطفوا طائرة أميركان ايرلاينز الرحلة 77 كجزء من هجمات 11 سبتمبر .
حصل الحازمي على تأشيرة سياحية من خلال برنامج فيزا اكسبرس ووصل إلى الولايات المتحدة في يونيو 2001 حيث استقر في ولاية نيو جيرسي وفي 11 سبتمبر 2001، استقل الحازمي طائرة أميركان ايرلاينز الرحلة 77 وساعد على إخضاع الركاب والطاقم حيث تولى هاني حنجور الطاقم وتم تحطيم الطائرة في الواجهة الغربية من وزارة الدفاع الأمريكية. وكان شقيقه الأكبر، نواف الحازمي ، هو خاطف آخر على متن نفس الرحلة.وقد كان اصغر الخاطفين الذين شاركوا في الهجمات.